# Дубаневичи
Дубаневичи (укр. Дубаневичі) — село в Городокской городской общине Львовского района Львовской области Украины.
Население по переписи 2001 года составляло 1277 человек. Занимает площадь 11,75 км². Почтовый индекс — 81540. Телефонный код — 3231.